# Елен Курагіна
Еле́н Кура́гіна (Безу́хова) — персонажка роману Л. М. Толстого «Війна і мир». Дочка князя Василя Курагіна, дружина графа П'єра Безухова.

## Елен у романі
Про дитинство і юність Елен в романі не розповідається. Але з її поведінки протягом усього твору можна зробити висновок, що її виховання не було зразковим. Вона була немов красива лялька, призначення якої — вести одноманітне веселе життя. Єдине, що потрібно Курагіній від будь-якого чоловіка, — гроші.
Після того, як П'єр Безухов був узаконений як спадкоємець титулу і багатства свого батька, батько Елен, князь Василь, влаштував їхнє одруження. Так в лютому 1806 року Елен стає дружиною П'єра Безухова. П'єр спочатку в захваті від того, щоб одружитися з такою красунею, але його сподівання швидко тануть, особливо після того, як Елен каже йому, що у неї ніколи не буде від нього дітей.
Незабаром після того, як вони одружилися, в Елен починається роман з Долоховим. П'єр дізнається про зв'язок дружини з офіцером і викликає його на дуель. П'єр стріляється з Долоховим на дуелі, і, завдяки удачі, перемагає, поранивши його, але не смертельно. Після цього Елен ніхто не засуджує і вважають винним тільки П'єра. П'єр занурюється в депресію, втрачаючи будь-яку любов до дружини. Безухов розуміє, що одружився з бездушною і корисливою жінкою.
Пізніше Елен дізнається про бажання чоловіка поїхати від неї в Петербург. Графиня Безухова не має нічого проти, але готова відпустити П'єра, тільки отримавши його статки. П'єр видає їй довіреність на керування його маєтками, що становлять більшу частину статків Безухова.
Приїхавши в Петербург, Елен Безухова створює собі репутацію нещасної дружини, кинутої напризволяще, яка терпить всі удари долі. Постійним гостем в її будинку стає Борис Трубецькой, якого вона називає власним пажем. Елен їде у Вільно, де знаходить коханця — молодого принца.
Згодом Елен залишає Руську православну церкву і приймає католицизм, вважаючи, що велика пожертва церкві дасть можливість того, що папа анулює її союз з П'єром, щоб вона могла знову вступити в шлюб. У цей момент у неї було відразу двоє наречених, і вона зовсім заплуталася: П'єр не відповідав на лист, в якому вона просила розлучення, збиралася пошлюбити старого, але проводила час з молодим принцом, і боялася, що все відкриється.
Після повернення в Петербург графиня потрапляє в незручне становище, оскільки і принц, і вельможа, під чиїм заступництвом вона перебувала деякий час, виявляються там разом і дізнаються про існування один одного. Але в своїй розмові з вельможею Безухова представляє себе жертвою ситуації і просить його повінчатися з нею. З принцом у Вільно графиня проводить таку ж розмову, теж успішно. Тепер перед Безуховою стоїть вибір між двома видними чоловіками.
Восени 1812 року Елен померла. Існувало дві версії її смерті: перша — несподіваний напад стенокардії, друга — передозування ліками, виписаними лікарем-італійцем.